# Kombinat Agrochemie
Der VEB Kombinat Agrochemie Piesteritz (ACK) wurde 1979 gegründet und war ein Kombinat in der Deutschen Demokratischen Republik (DDR).
Zu den Produkten der Kombinatsbetriebe zählten hauptsächlich agrochemische Erzeugnisse wie Ammoniak und Harnstoff. Neben Düngemitteln und Insektiziden wurden auch pharmazeutische Erzeugnisse und Waschmittel produziert. Hierzu zählte auch Waschmittel der Marke Spee, die nach der Wiedervereinigung durch den Henkel-Konzern fortgeführt wurde.
Das Kombinat unterstand dem Ministerium für Chemische Industrie. Weitere zentralgeleitete Kombinate im Zuständigkeitsbereich dieses Ministeriums sind in der Liste von Kombinaten der DDR aufgeführt. 
Das Kombinats wurde als Nachfolger der VVB Agrochemie und Zwischenprodukte gegründet. Das Kombinat war der größte Düngemittelproduzent der DDR.
Im Zuge der Wende und der anschließenden Wiedervereinigung wurde das Kombinat 1990 aufgelöst und seine Betriebe wurden privatisiert.

## Zugehörige Betriebe
Zum Kombinat gehörten zuletzt die folgenden Betriebe:
- VEB Agrochemie Piesteritz; (Stammbetrieb)
- VEB Agrochemiehandel Berlin
- VEB Chemiewerk Coswig
- VEB Düngemittelwerk Rostock
- VEB Fahlberg-List Magdeburg
- VEB Gärungschemie Dessau
- VEB Ostrauer Kalkwerk Ostrau
- VEB Waschmittelwerk Genthin
- Zentralstelle für Anwendungsforschung Agrochemie Cunnersdorf